# Astra (empresa)
A Astra, conhecida como Astra International, é uma empresa da Indonésia ligada ao setor automobilístico, a empresa foi fundada em 1957 como uma empresa que lida com varios setores de negócios, mas se especializou no ramo automobilístico, para oferecer no mercado indonésio uma gama de produtos das grandes montadoras como a Toyota, a Daihatsu, a Isuzu a Nissan (divisão de caminhões(pt-BR) ou camiões(pt-PT?) a diesel), a Peugeot, a BMW e a Lexus. A empresa faz a montagem os serviços de manutenção e a reposição de peças dessas marcas a qual presta serviço como uma joint venture, também faz produtos da Honda somente motocicletas.